# Јосиф Белгородски
Јоасаф Белгородски (рођ. Јоаким Андрејевич Горленко,  1705 - 1754) је био  епископ белгородски и обојански Руске православне цркве у периоду од 2 (13) јуна 1748 - 1754. године.
Године 1911. канонизован је као светитељ Руске православне цркве .

## Биографија
Потицао је из племићке малоруске породице Горленко. Јоаким Горленко је рођен 8. септембра 1705. године у Прилуку у породици Андреја Дмитријевича Горленка, пуковника Прилуцког козачког пука, његова мајка, Марија Даниловна, била је ћерка хетмана Данила Апостола. Међу рођацима Јоакима били су и црквени поглавари: стриц – јеромонах Пахомије, млађи брат Михаил – архимандрит Митрофан (Горленко) и нећак – архимандрит Наркис (Квитка) .
Године 1709. Јоакимов деда и отац, заједно са Иваном Мазепом, побегли су у Османско царство, али су се после хетманове смрти вратили у домовину.
Године 1713. постављен је у Кијевско-мохиљанску академију; покровитељ и исповедник му је био стриц, житељ Кијево-печерске лавре, јеромонах Пахомије. Већ са 11 година Јоаким је, према његовим речима, „осетио монаштво“ и намеравао је да се замонаши, али се дуго није усуђивао да открије своју жељу родитељима. Тек 1723. дошао је кући да замоли родитеље за благослов за пострижење, али је одбијен. Упркос томе, он је тајно од родитеља ушао у Кијевско-Межигорски манастир, где је 27. октобра 1725. године замонашен са именом Иларион. Године 1727. премештен је у Кијевско-Братски Богојављенски манастир, где га је 21. новембра игуман Иларион (Левицки) постригао са именом Јоасаф; Архиепископ Варлаам (Вонатович) 6. јануара 1728. године рукоположио га је у чин јерођакона.
По завршетку академског курса остављен је као учитељ: од 1729. био је наставник књижевности у нижем одељењу академије, од 1731. године – наставник синтаксног разреда у средњем одељењу. Године 1733. постављен је за еклисијарха Кијево-Братског манастира. Коначно, 8. новембра 1734. године, у кијевском Златоверхом манастиру, тада још архиепископ Рафаил, рукоположио га је у јеромонаха и 23. новембра је премештен у Саборну цркву Свете Софије. Убрзо је постао члан Кијевске духовне конзисторије.
24. јуна 1737. године, постављен је за игумана Лубенског Мгарског Преображенског манастира Спаситеља, који је значајно напредовао током његове управе.
14. септембра 1744. указом царице Јелисавете Петровне митрополит Рафаило је уздигнут у чин архимандрита и у новембру је позван у Москву; 29. јануара 1745. године постављен је за управника Тројице-Сергијеве лавре.
Указом царице од 15. марта 1748. године постављен је за епископа белгородског и обојанског, а 2. јуна 1748. године посвећен је у Петропавловској катедрали у Санкт Петербургу.
Током своје шестогодишње епископске службе, често је путовао по својој епархији, упркос болести. Приликом једног од ових путовања по епархији он се разболео и, зауставивши се у насељу Грајворон, где је била баштина његовог епископа, провео је више од два месеца на болесничкој постељи;  Умро је 10. децембра 1754. године.
Два и по месеца после Јоасафове смрти, његово тело у ковчегу отворено је стајало у Саборном храму Свете Тројице, не препуштајући се труљењу и не губећи своју уобичајену боју и изглед. Тело упокојеног архипастира остало је непогребено до краја фебруара 1755. године, због тога што је Преосвећени Јован (Козлович) Перејаславско-Бориспољски, постављен од Светог Синода да изврши погреб Јоасафа, закаснио због поплава. Тек 28. фебруара 1755. године, он је, заједно са мноштвом пастира, обавио парастос, ковчег са телом Јоасафа постављен је у крипту (у југозападном делу Белгородског саборног храма Свете Тројице). На иницијативу његовог брата, пуковника Андреја Горленка, наредбом Синода од 8. јула 1755. године, над криптом је освећена бочна црква.